# تيخيدا
بلدية تيخيدا (بالإسبانية: Tejeda) هي بلدية تقع في مقاطعة لاس بالماس التابعة لمنطقة جزر الكناري جنوب غرب إسبانيا.

## الديموغرافيا
بلغ عدد سكان بلدية تيخيدا 2.201 نسمة عام 2011 (وفقاً للمعهد الوطني للإحصاء الإسباني).
| 2.552 | 2.487 | 2.402 | 2.341 | 2.239 | 2.164 | 2.201 |

## معرض صور

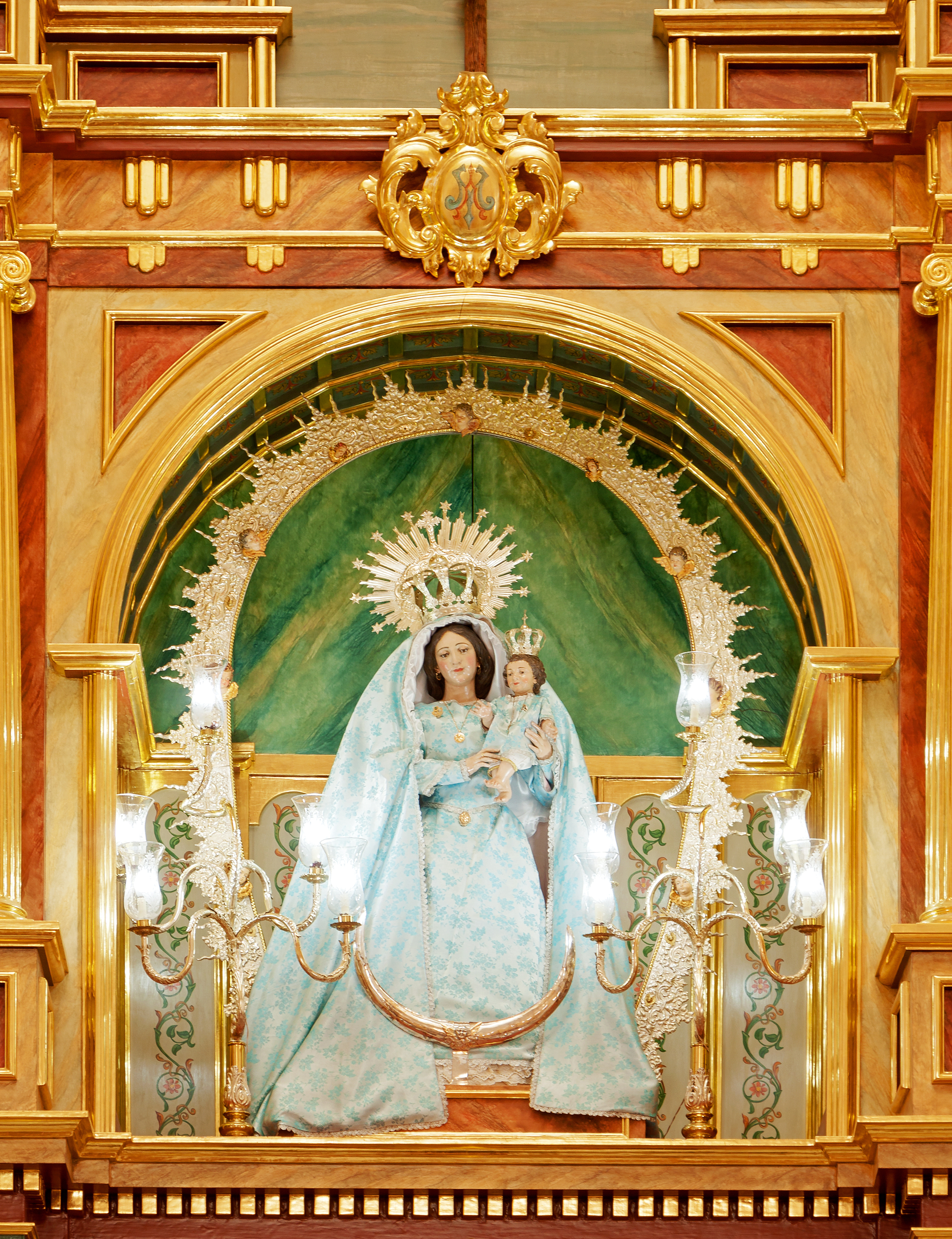
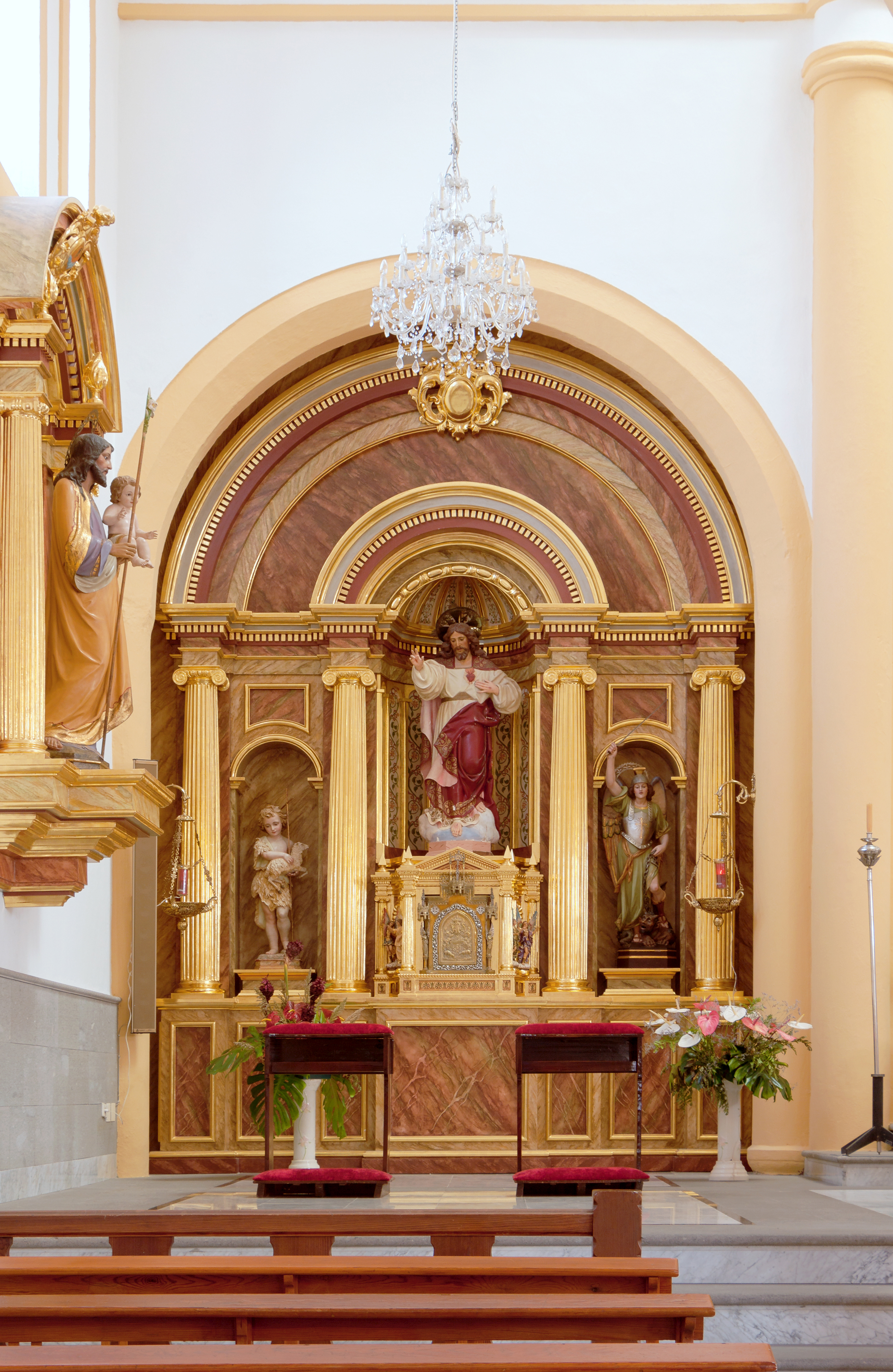
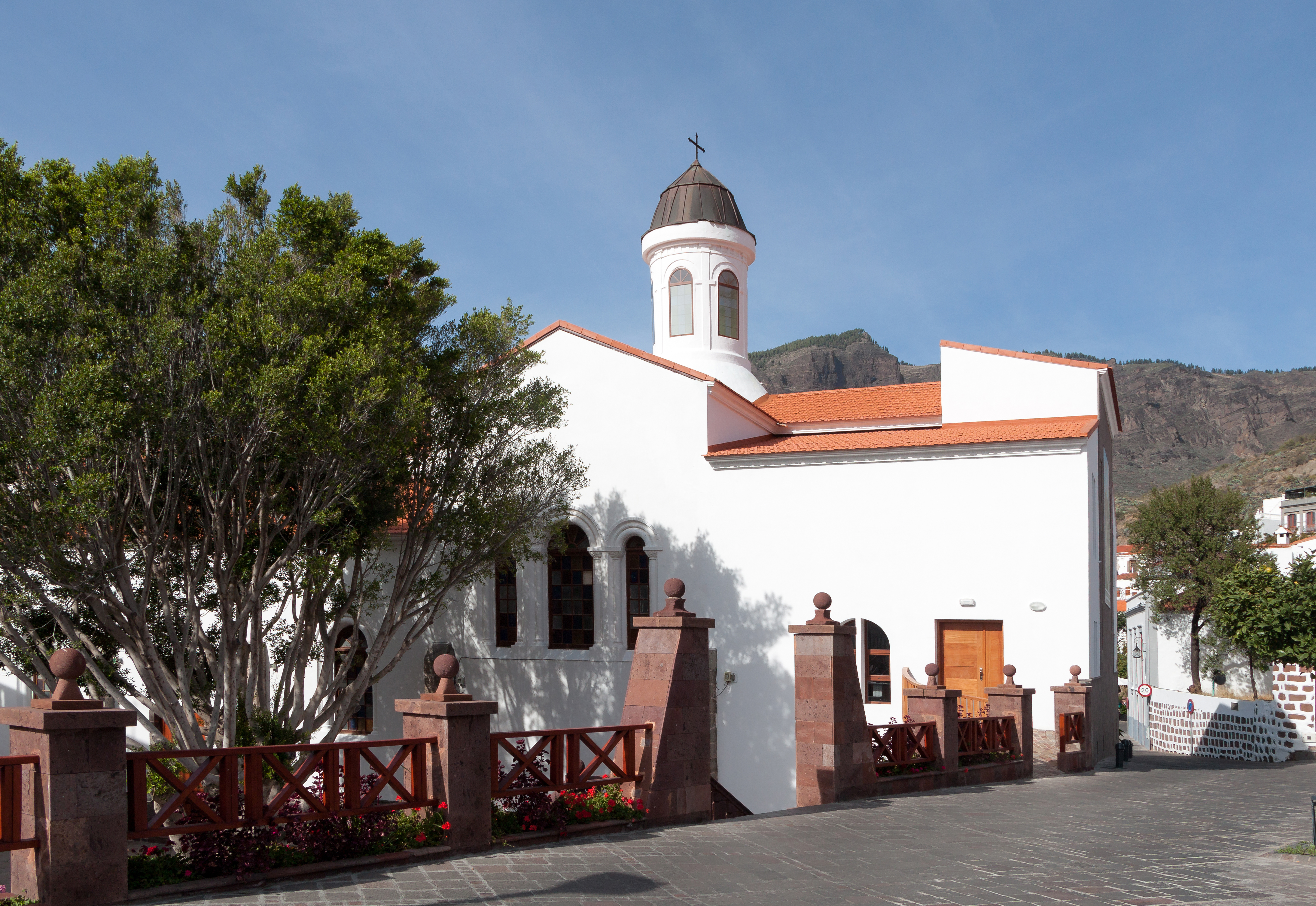
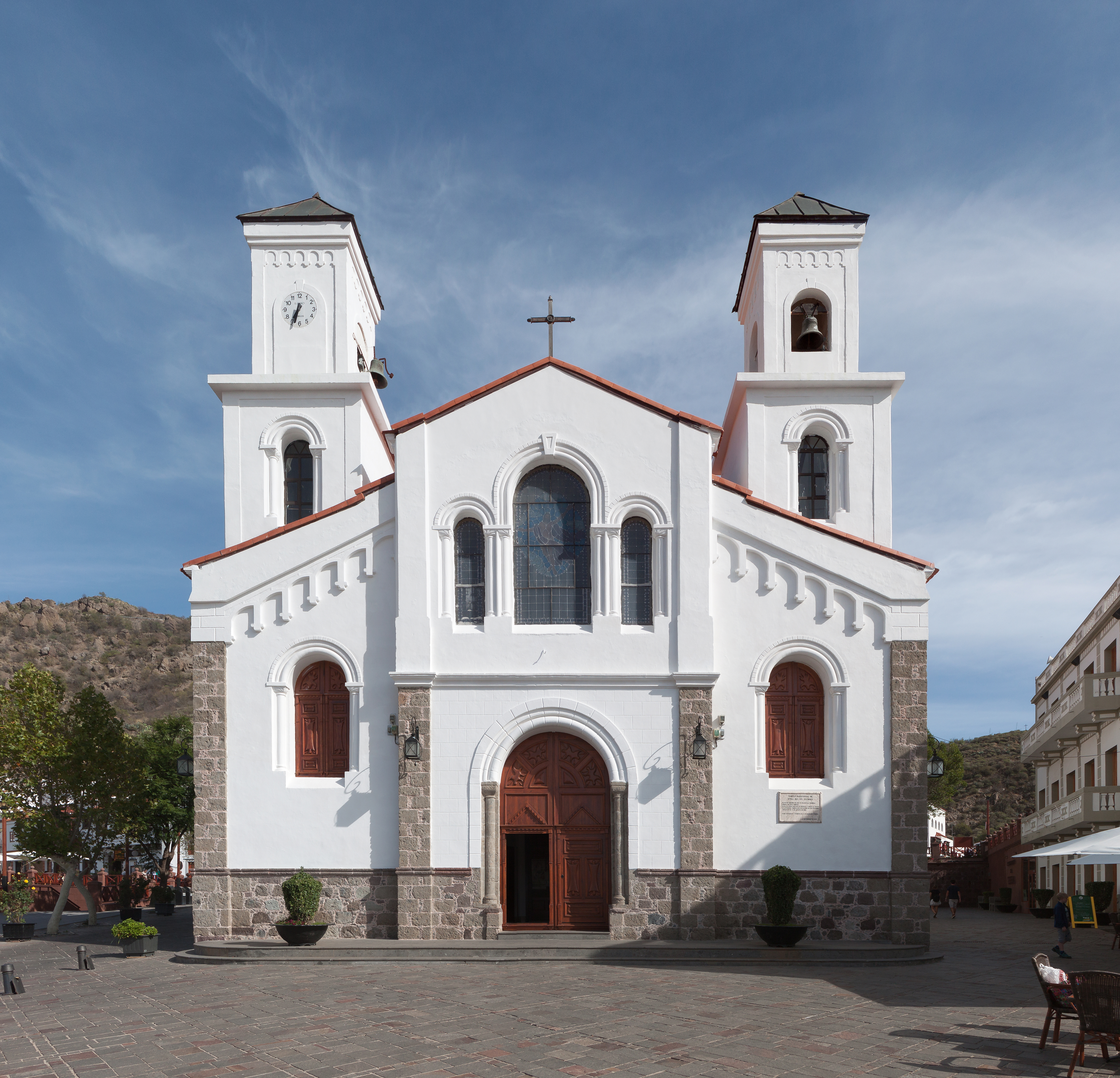
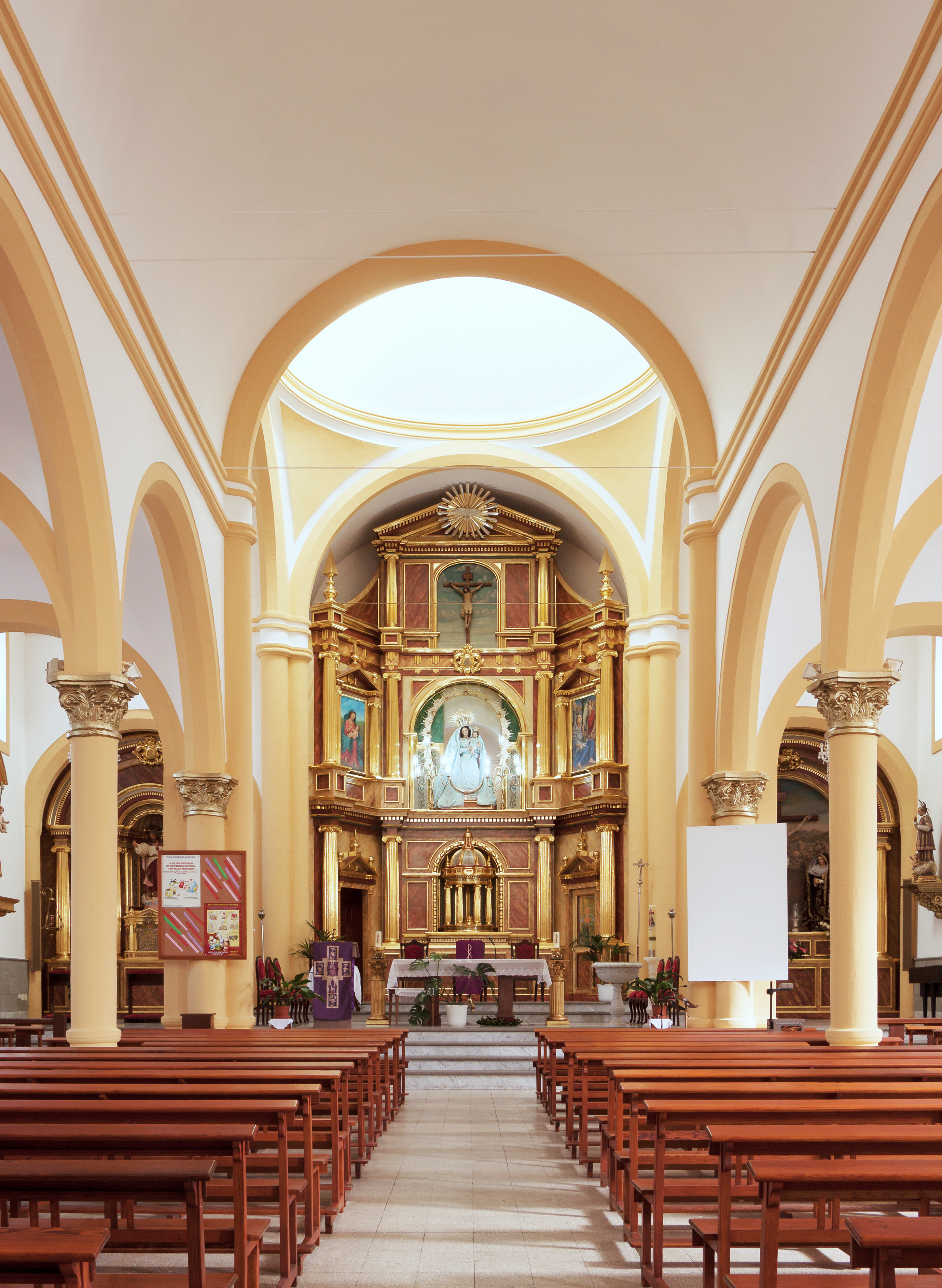
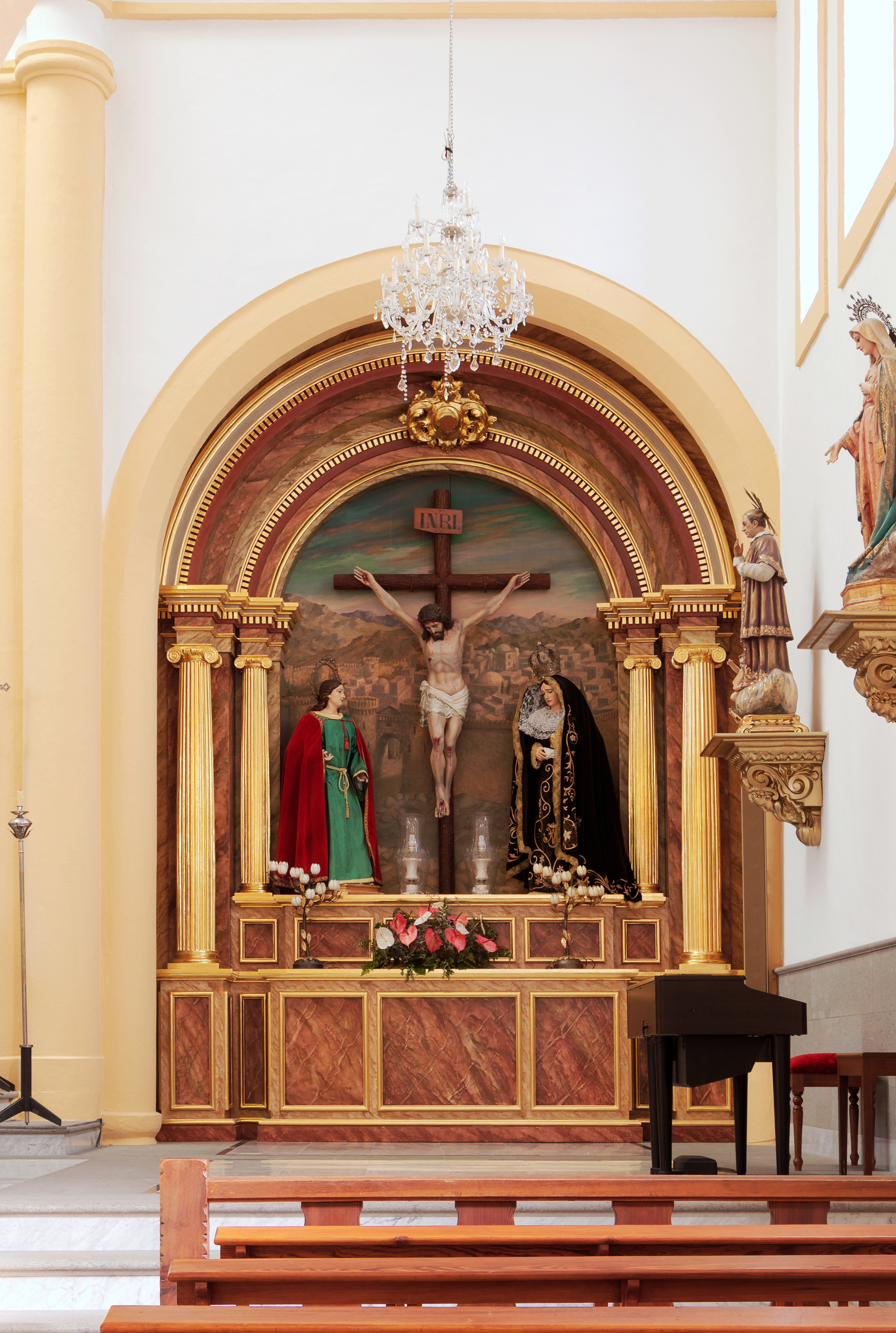